# هاکوب گویومجیان
هاکوپ یِرِمی گویومجیان (ارمنی: Հակոբ Երեմի Գույումճյան; انگلیسی: Yakob Guyumcean زاده ۱۹۰۴ - درگذشته ۱۹۶۱) شاعر و رمان‌نویس ارمنی بود.

## زندگی‌نامه
در سال ۱۹۰۴ میلادی در شهر مرسین، ترکیه متولد شد. پدر، مادر و برادرش از قربانیان نسل‌کشی ارمنی‌ها در سال ۱۹۱۵ میلادی بودند. زبان ارمنی را در سال ۱۹۱۸ در شهر آدانا پس از بازگشت از تبعید فرا گرفت. در سال ۱۹۲۲ میلادی به ایالات متحده آمریکا مهاجرت کرد. در سال ۱۹۲۴ میلادی به فیلادلفیا نقل مکان نمود و با کارگری، حروف چینی در چاپخانه‌ها و خواربار فروشی و ... به امرار معاش پرداخت.
نخستین مجموعه شعر گویومجیان با نام «توفان» در سال ۱۹۳۶ میلادی به چاپ رسید. مجموعه شعرهای «قلب شکافته»، «آواز روزهایم»، «کنسرت میهنی»، «در ویده‌های طلایی»، «آوازهای یروانی». از دیگر آثار اوست.
از این شاعر و نویسنده دو مجموعه نثر به نام‌های «بیابان خونین» و «اینک! آمریکای تو» نیز منتشر شده است.
هاکوب گویومجیان در سال ۱۹۶۱ میلادی بدرود حیات گفت.

## شعری از هاکوپ یِرِمی گویومجیان به نام (همراه با یک سیاه پوست)
همراه با سیاه پوستی غمگین
من دست در دست، قدم برمی‌دارم
میان خیابان‌های در شتاب و بناهای پُر شکوه
در خود تکیده، حرف می‌زنیم و بحث می‌کنیم
فرزندانی از دو نژاد، اینک پشت و پناه هم
رهگذاران با چشم‌های دیوانه نگاه می‌کنند و می‌گذرند
و در ذهن خود می‌گویند: «این سفید ابله بی گمان عقلش را خورده است
او را به این سیاه عقب مانده حقیر چه کار انگار که با هم برابرند.»
و من با خواندن راز نابهنجار مغز خشکیده آنان
بیش از پیش سیاه اهانت شده را می‌فشارم بر خود.
نژاد یعنی چه؟ انسان!
و خون انسان، همیشه، هرکجا، سرخ است و انسان برادر من است
کارگر، باربر، دهقان.

## کتابشناسی
- توفان (۱۹۳۶، نیویورک)
- قلب شکافته (۱۹۴۷، فیلادلفیا)
- کنسرت میهنی (۱۹۴۸، فیلادلفیا و نیویورک)
- در ویده‌های طلایی (۱۹۴۸، فیلادلفیا و نیویورک)
- اینک! آمریکای تو (۱۹۴۹، بوستون، رمان)
- بیابان خونین (۱۹۴۹ بوستون، رمان)
- آوازهای یروانی
- آواز روزهایم